# Bangun Purba (Bangun Purba, Rokan Hulu)
Bangun Purba is een bestuurslaag in het regentschap Rokan Hulu van de provincie Riau, Indonesië. Bangun Purba telt 1929 inwoners (volkstelling 2010).